# Список правительства Сельсо Торрелио, 1981-1982
Дивизионный генерал Сельсо Торрелио Вилья был назначен президентом Боливии верховным командованием боливийской армии 4 сентября 1981 года и 7 сентября 1981 года сформировал новый кабинет министров.
| Министерство / Дата                                 | 07.09.1981                                 | 05.04.1982                          |
| --------------------------------------------------- | ------------------------------------------ | ----------------------------------- |
| Министр иностранных дел и по делам религии          | Гонсало Ромеро Альварес Гарсиа, БСФ        |                                     |
| Министр внутренних дел, миграции и юстиции          | Ромуло Меркадо Гарника, военный            |                                     |
| Министр национальной обороны                        | Армандо Рейес Вилья, военный               | Хорхе Эчасу Агирре, военный         |
| Министр финансов                                    | Хавьер Алькореса Мельгарехо, военный       | Лусио Пас Ривера, НДД               |
| Министр планирования и координации                  | Адольфо Линарес Аррайя, НРД                |                                     |
| Министр образования и культуры                      | Хуан Вера Антесана, военный                |                                     |
| Министр труда и по делам профсоюзов                 | Гидо Суарес Кастельон, военный             |                                     |
| Министр промышленности, торговли и туризма          | Лусио Пас Риверо, НДД                      | Луис Паленке Кордеро, НРД           |
| Министр транспорта и путей сообщения                | Эктор Кабальеро Кардосо, военный           | Гильдо Ангуло Кабрера, военный      |
| Министр полезных ископаемых и металлургии           | Кардлос Моралес Нуньес дель Прадо, военный |                                     |
| Министр энергетики и нефтепродуктов                 | Хорхе Самора Мухиа, независимый            | Вильям Маккени Веласко, независимый |
| Министр сельского хозяйства и по крестьянским делам | Карлос Вильярроэль Навиа, военный          |                                     |
| Министр здравоохранения и социальной защиты         | Арнольд Хофман Банг Солето, независимый    |                                     |
| Министр городского строительства                    | Эдмундо Перейра Торрико, военный           | Рауль Отермин Родригес, независимый |
| Министр экономической интеграции                    | Эдгар Мильарес Рейес, БСФ                  |                                     |
| Министр печати, информации и спорта                 | Хайме Хименес Селеме, СХП                  | Марио Мараньон Сарате, независимый  |
| Министр авиации                                     | Наталио Моралес Москейра, военный          |                                     |
| Секретарь кабинета                                  | Хуан Карлос Дуран Сауседо, НРД             |                                     |

НРД — Националистическое революционное движение
БСФ — Боливийская социалистическая фаланга
НДД — Националистическое демократическое действие
СХП — Социал-христианская партия